# Дополнительная смена
«Дополнительная смена» (англ. Swing Shift; другое название — «Пересменка») — американский художественный фильм.

## Сюжет
В 1941 году счастливая жизнь Кей Уолш и её мужа Джека внезапно заканчивается, когда, после событий в Перл-Харбор, он добровольцем идёт на военную службу. Чтобы свести концы с концами, жена против его воли устраивается на работу на местный авиазавод, где знакомится с Хейзел, соседской певицей. В её лице Кейт находит подругу, и они вместе с другими женщинами становятся профессиональными работниками на базе по ремонту самолетов, составляющими конкуренцию мужчинам. По мере продолжения войны Кей становится бригадиром, и её жизнь усложняется. На вечеринке она знакомится с инспектором по качеству продукции Майком «Лаки» Локхартом, который приглашает Кей на свидание и затем проводит с ней ночь. Ситуация осложняется, после того как Джек получает двухдневный отпуск домой и узнает о неверности жены.

## В ролях
| Актёр         | Роль            |
| ------------- | --------------- |
| Голди Хоун    | Кей Уолш        |
| Курт Расселл  | Майк Локхарт    |
| Кристин Лахти | Хейзел          |
| Фред Уорд     |                 |
| Эд Харрис     | Джек Уолш       |
| Холли Хантер  | Джиани          |
| Лиза Пеликан  | Виолет Маллиган |

## Съёмочная группа
- Режиссёр: Джонатан Демми
- Продюсер: Джерри Бик, Чарльз Малвехилл, Арлин Селлерс
- Сценарист: Нэнси Дауд, Бо Голдмэн, Рон Нисванер
- Композитор: Питер Аллен, Брюс Лангхорн, Патрик Уильямс
- Оператор: Так Фудзимото